# 와카레와레와

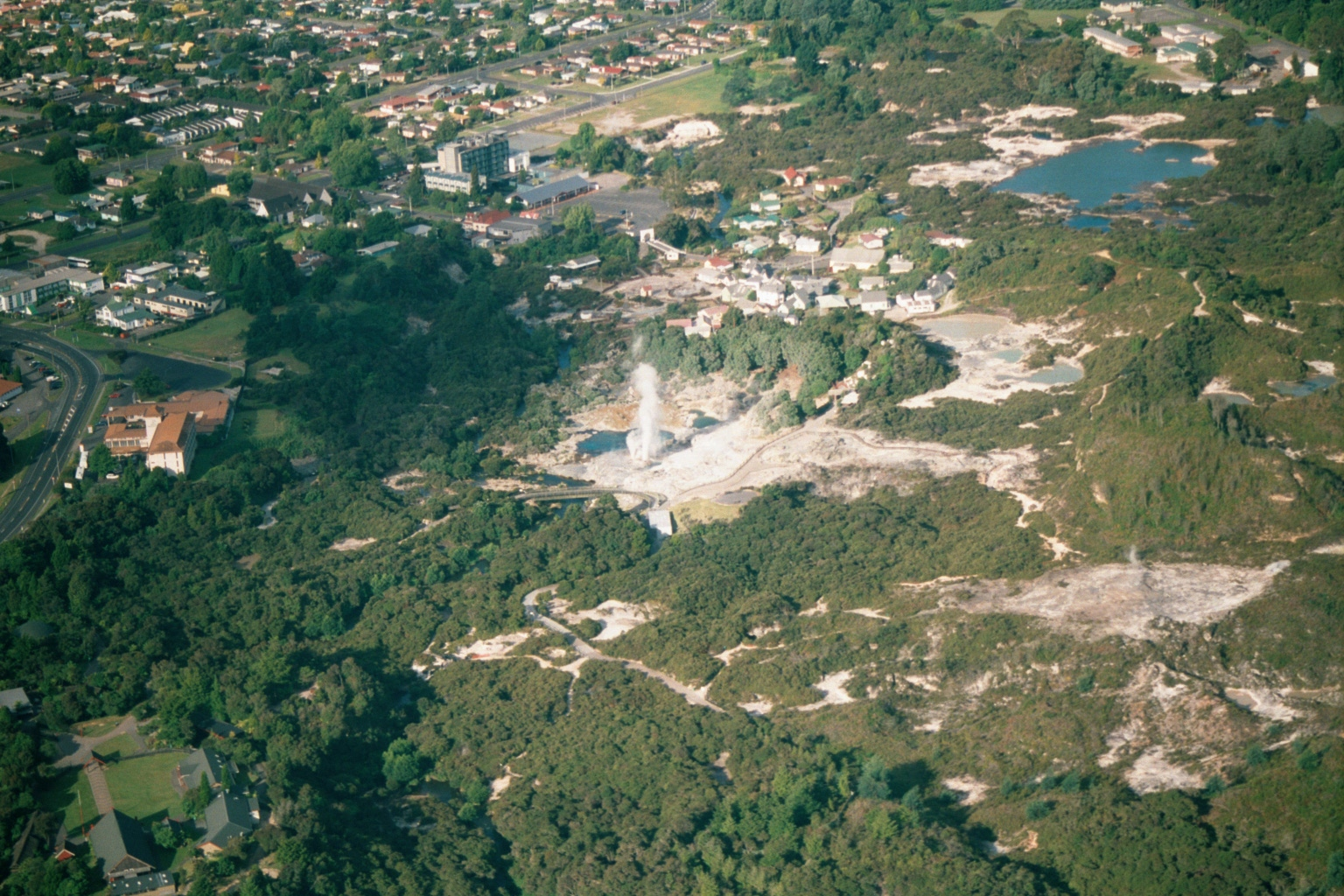
포후투 간헐천의 공중 모습

와카레와레와(Whakarewarewa)는 ‘와히아오의 전쟁 무리가 모이는 곳’이라는 의미이며, 지역민들은 종종 '화카'(Whaka)로 줄여서 말한다. 이곳은 뉴질랜드 북섬 타우포 화산지대의 로토루아 지열 지역에 위치한다. 원래는 1325년 점령한 마오리 테 푸이아(Te Puia)의 요새였으며, 전쟁에서 함락할 수 없는 요새로 알려져 왔다. 그 후 마오리족들은 이곳에서 계속 살아왔고, 이 계곡에서 열과 요리를 위해 지열 활동을 이용해 왔다.

## 개요
와카레와레와에는 500개의 풀이 있고, 그것들 중 대부분은 알칼리성 염화온천이다. 그리고 적어도 65개의 분출 구멍이 각각의 이름을 가지고 있다. 현재는 7개의 간헐천이 활동하고 있다. 가장 유명한 것은 큰 분출과 폭발을 의미하는 포호투 간헐천으로 매시간당 30m까지 솟아오른다.
와케레와레와에 있는 많은 지열천들이 로투루아 거주민들에게 영향을 미쳤으며, 이들은 시 아래의 지열을 온천수를 추출하기 위해 20~200m 깊이의 낮은 우물로 끌어올려 주민들이 사용하거나 상업적 보온열로 사용해 왔다. 1987년에서 시작된 구멍폐쇄 프로그램으로 포후투 간헐천 1.5 km 이내의 106개의 우물들이 시멘트로 폐쇄되었다. 그 외부의 120개 우물들은 벌금 로열티 부과 정책으로 폐쇄되고 있다. 그 후에도 와카레와레와의 온천과 간헐천 복구를 선언해 왔다.

## 간헐천

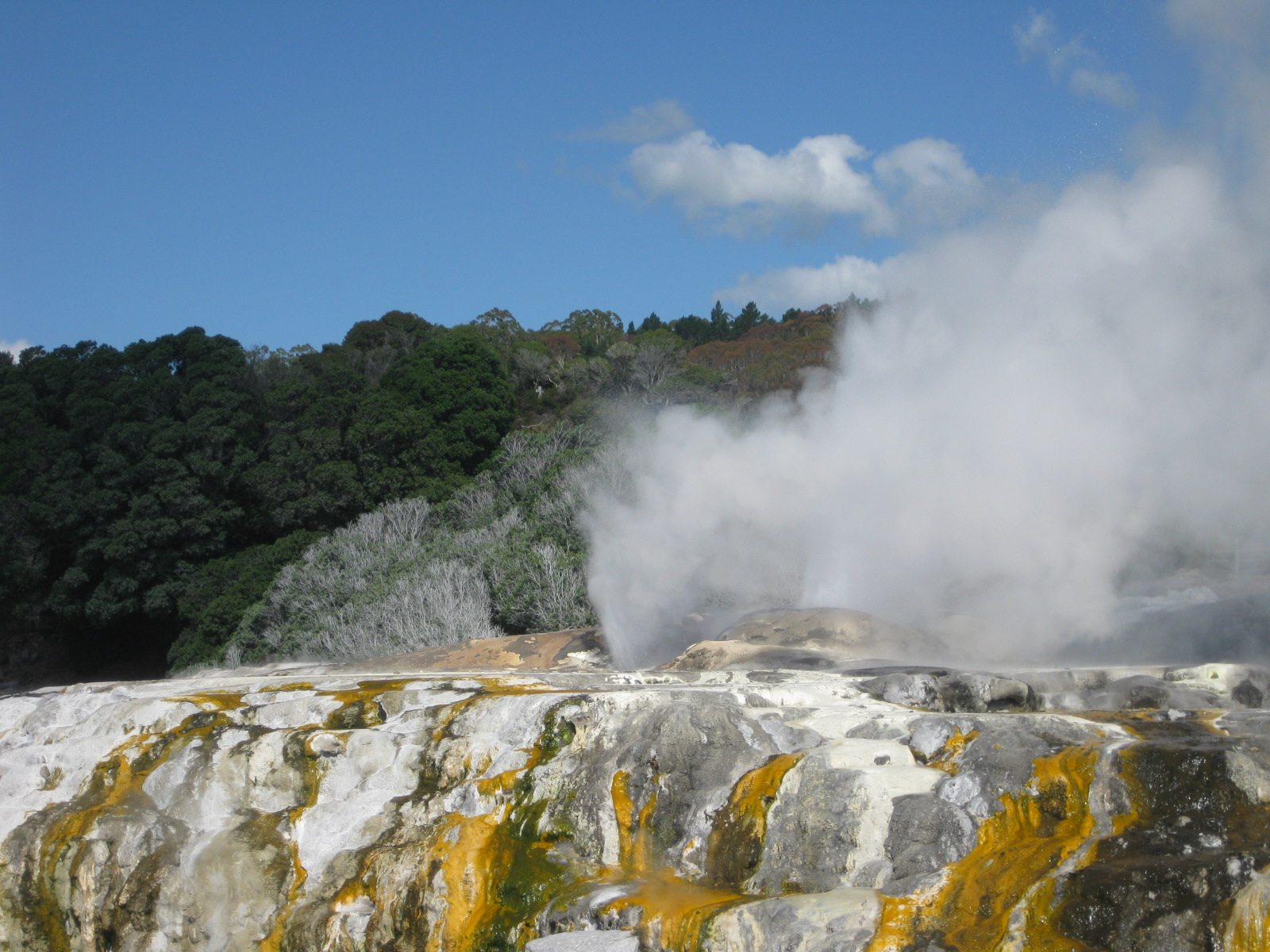
Prince of Wales Feathers 간헐천 분출

현재 와카레와레와에 활동하는 대부분의 간헐천은 가이저 플랫(Geyser Flat)에 위치하고 있으며, 일반적인 열구와 같은 동선을 이루고 있다. 이것은 매우 복잡한 체계이며, 서로 영향을 미치는 활동 중의 하나이다.

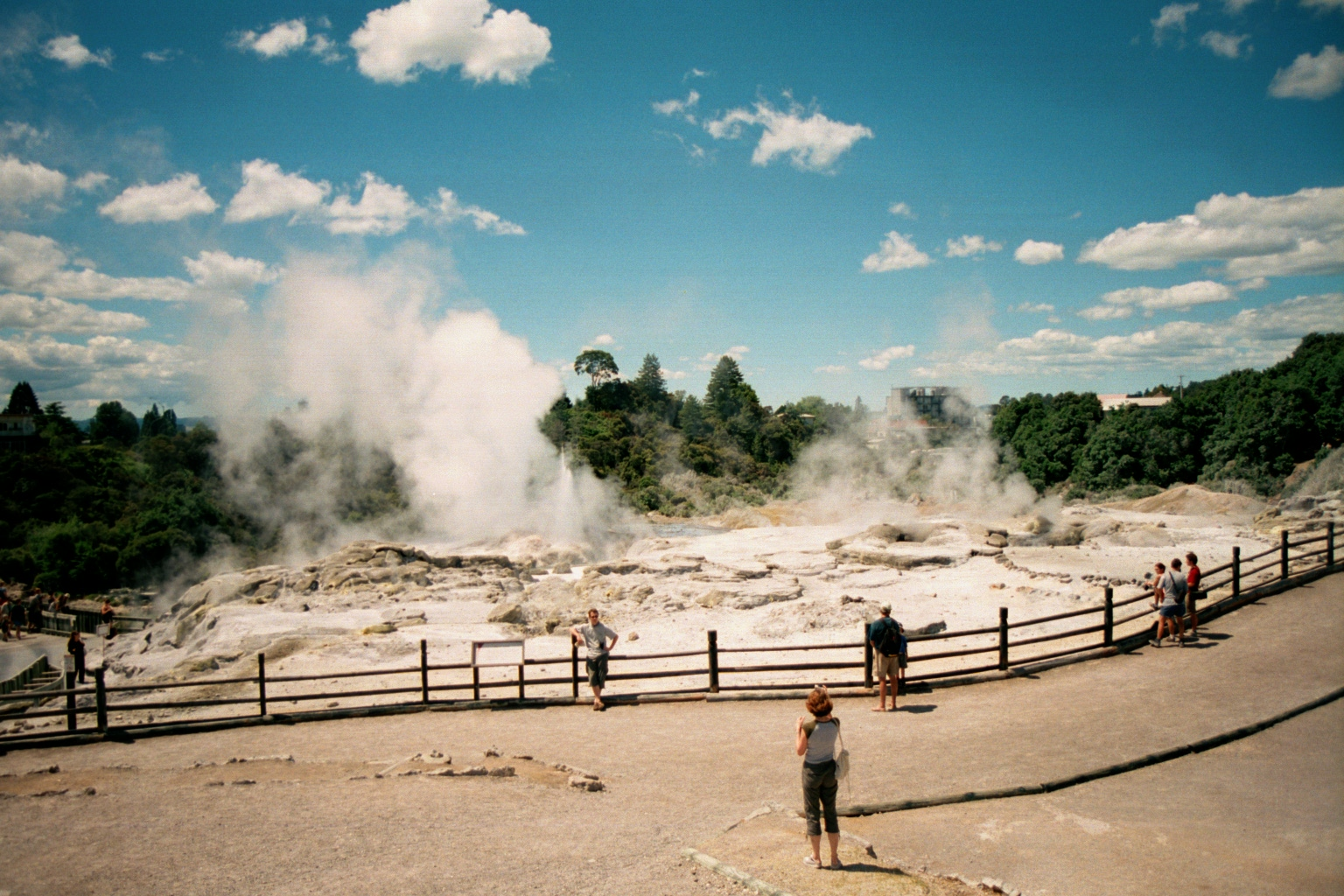
가이저 플랫

푸아렝가 시내에서 약 2m 위에 있는 케레루 가이저는 거무스름한 탕화의 작은 호안 머리에 위치하고 있으며, 몇 시간 또는 몇 주를 주기로 부채살 모양에 15m 높이로 분출하고 있다. 1972 - 1988년 사이에는 큰 분출이 없었으며, 그 복구는 1987년에 시행된 갑작스런 우물 폐쇄의 감소와 직결되어 있는 것처럼 보였다. 케레루 간헐천(Kereru Geyser)은 아마도 열구의 다른 온천과는 독립적으로 만들어진 것처럼 보인다.
프린스 오 웨일즈 페더즈 간헐천(Prince of Wales Feathers Geyser), 포후투 간헐천, 테 호루 간헐천(Te Horu Geyser, 콜드론) 그리고 와이코로히히 간헐천(Waikorohihi Geyser)은 푸아렝가 스트림의 6m 위의 탕천 고원에 존재하고 있다.
포후투 간헐천의 가장 가까운 이웃인 프린스 오 웨일즈 페더즈 간헐천(Prince of Wales Feathers Geyser)은 항상 포후투 간헐천에 앞서 처음에는 약한 분출을 내뿜으며, 점점 더 세져서 9m 높이의 기둥이 될 때까지 극적인 각도로 내뿜는다. 그 때 포후투가 보통 내뿜기 시작한다. 때때로 와이코로히히 간헐천은 불연속적인 5m 높이의 기둥을 뿜어내고, 그 다음에 프린스 오브 웨일즈 페더즈가 시작되며, 그 이후 포후투가 잇따른다.

## 갤러리

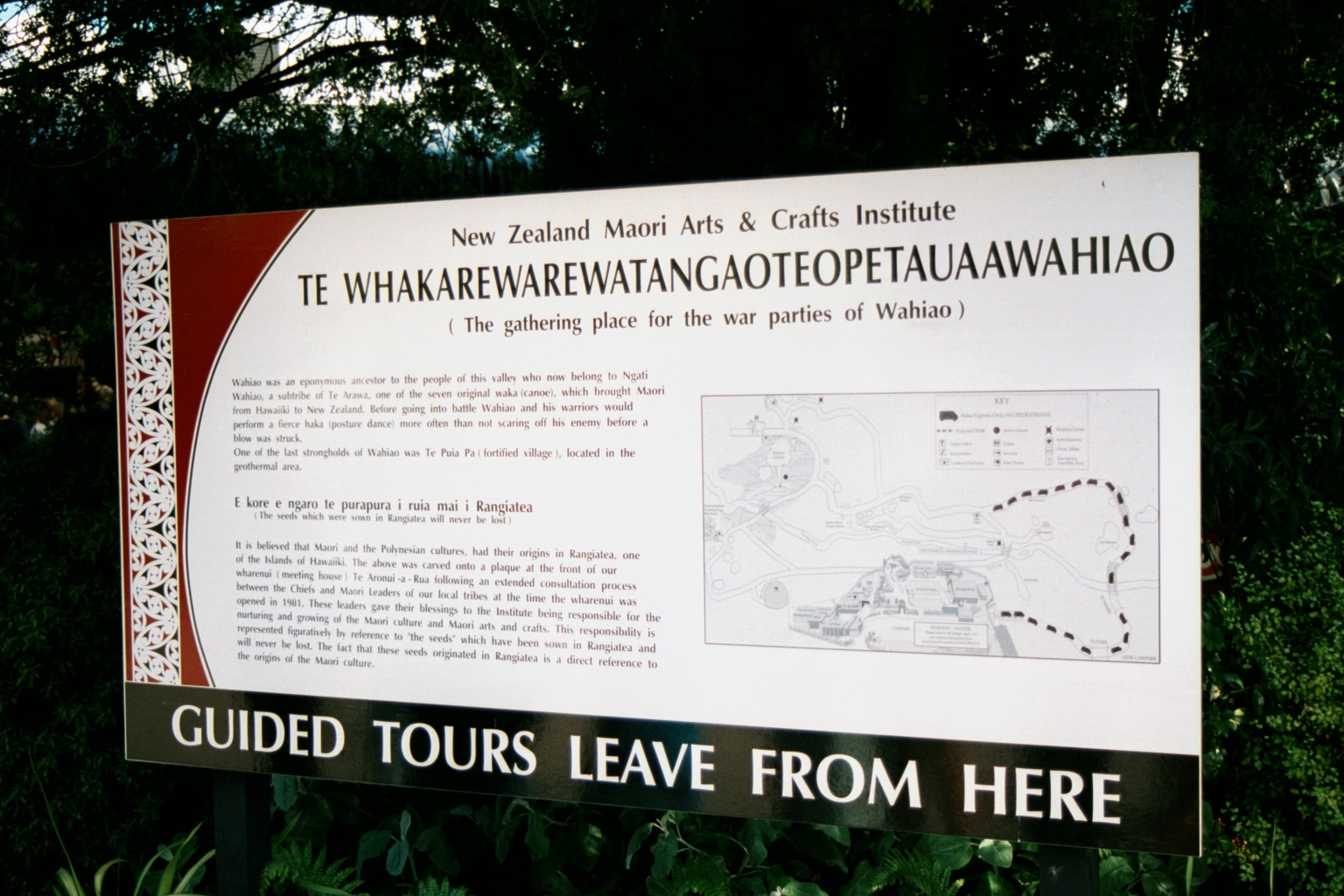
가이드 여행 표지판
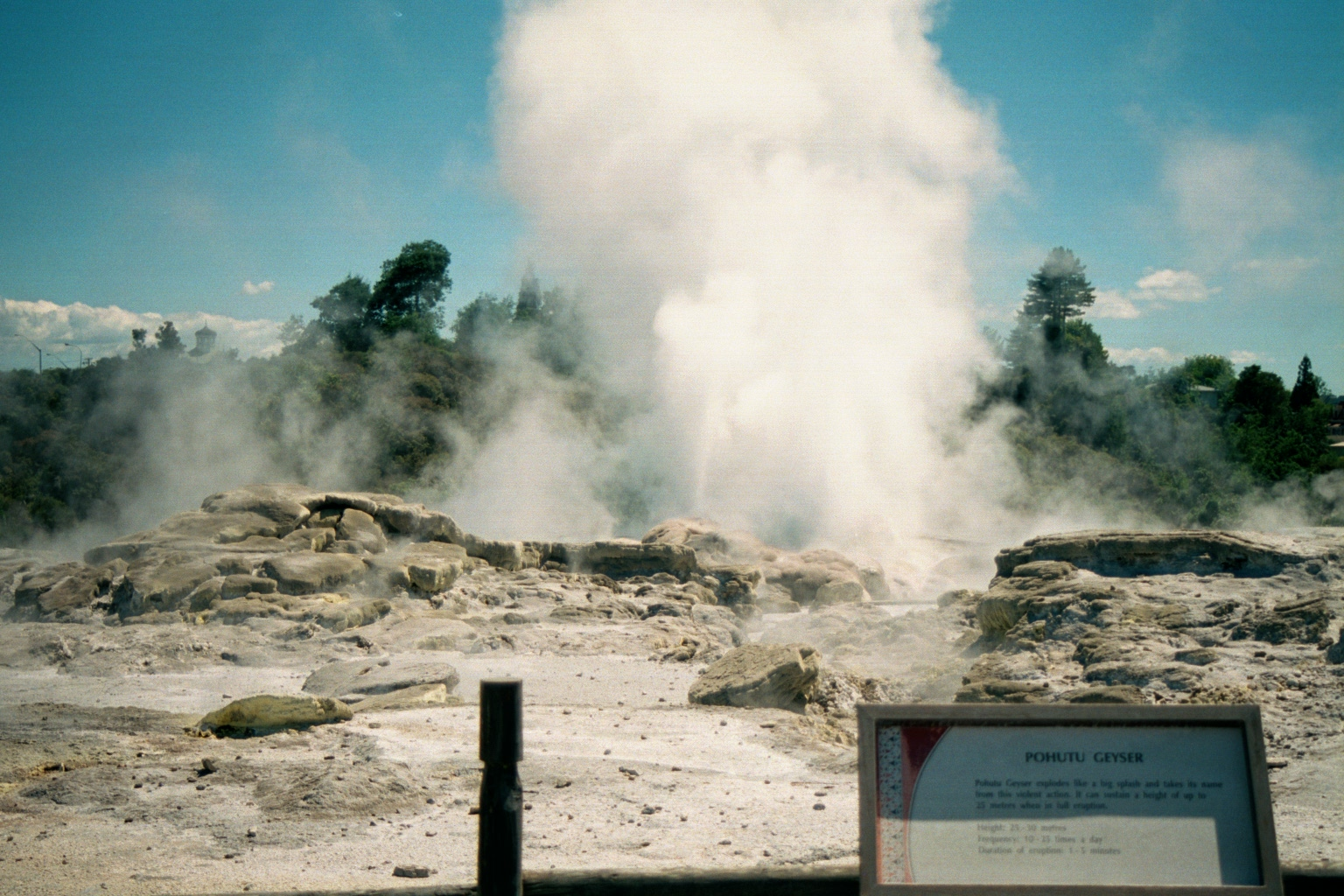
포후투 간헐천.
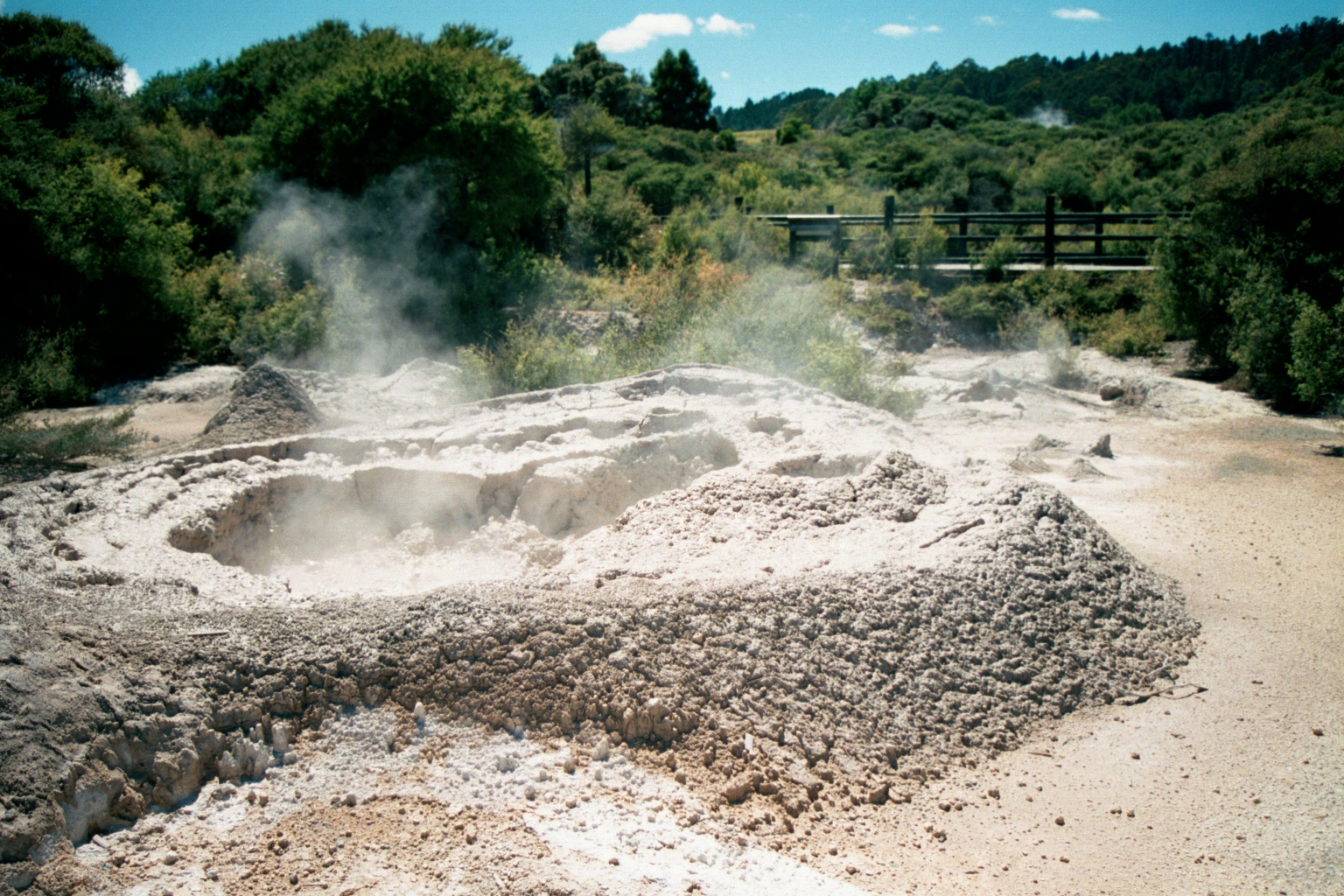
진흙탕.
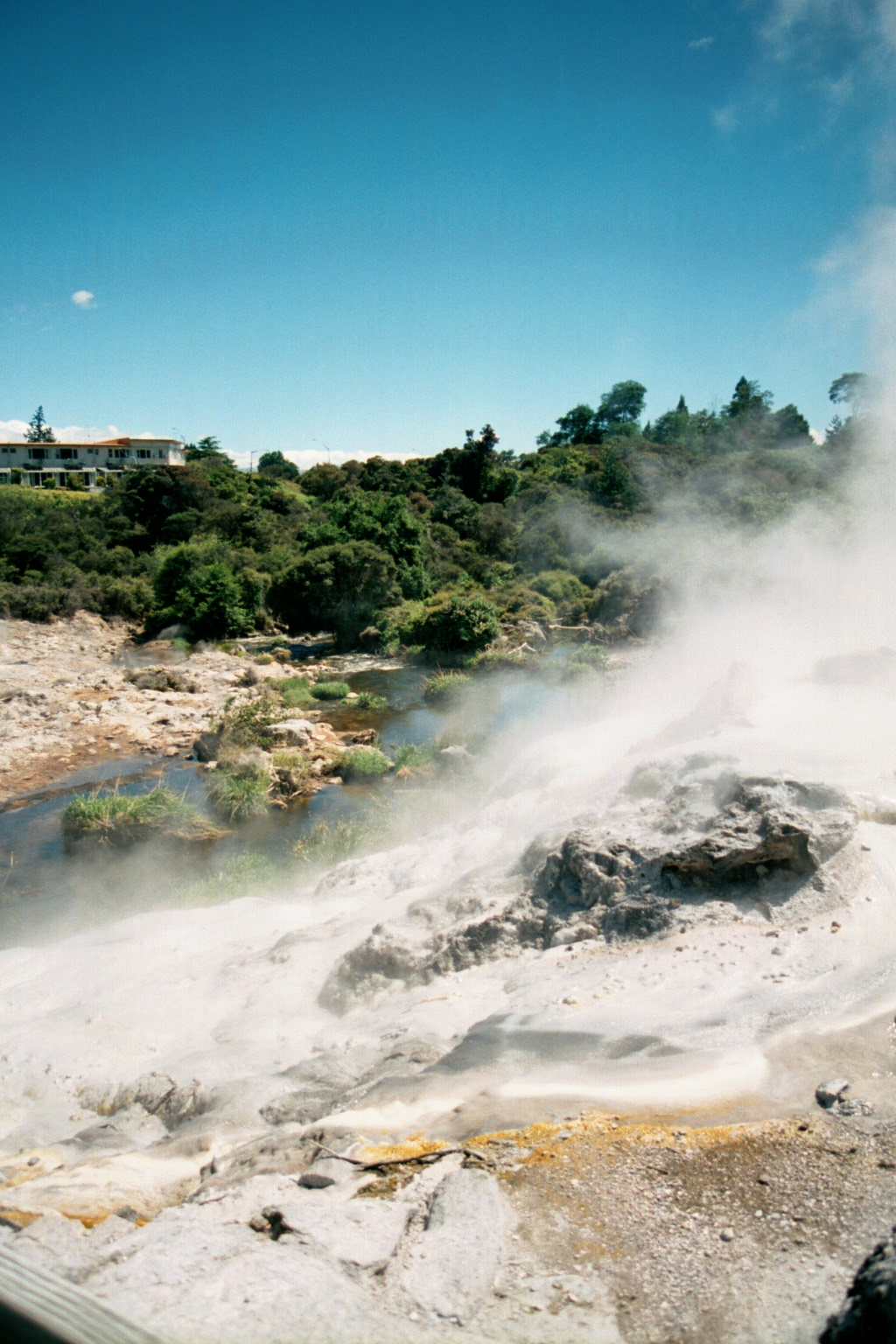
간헐천의 바탁
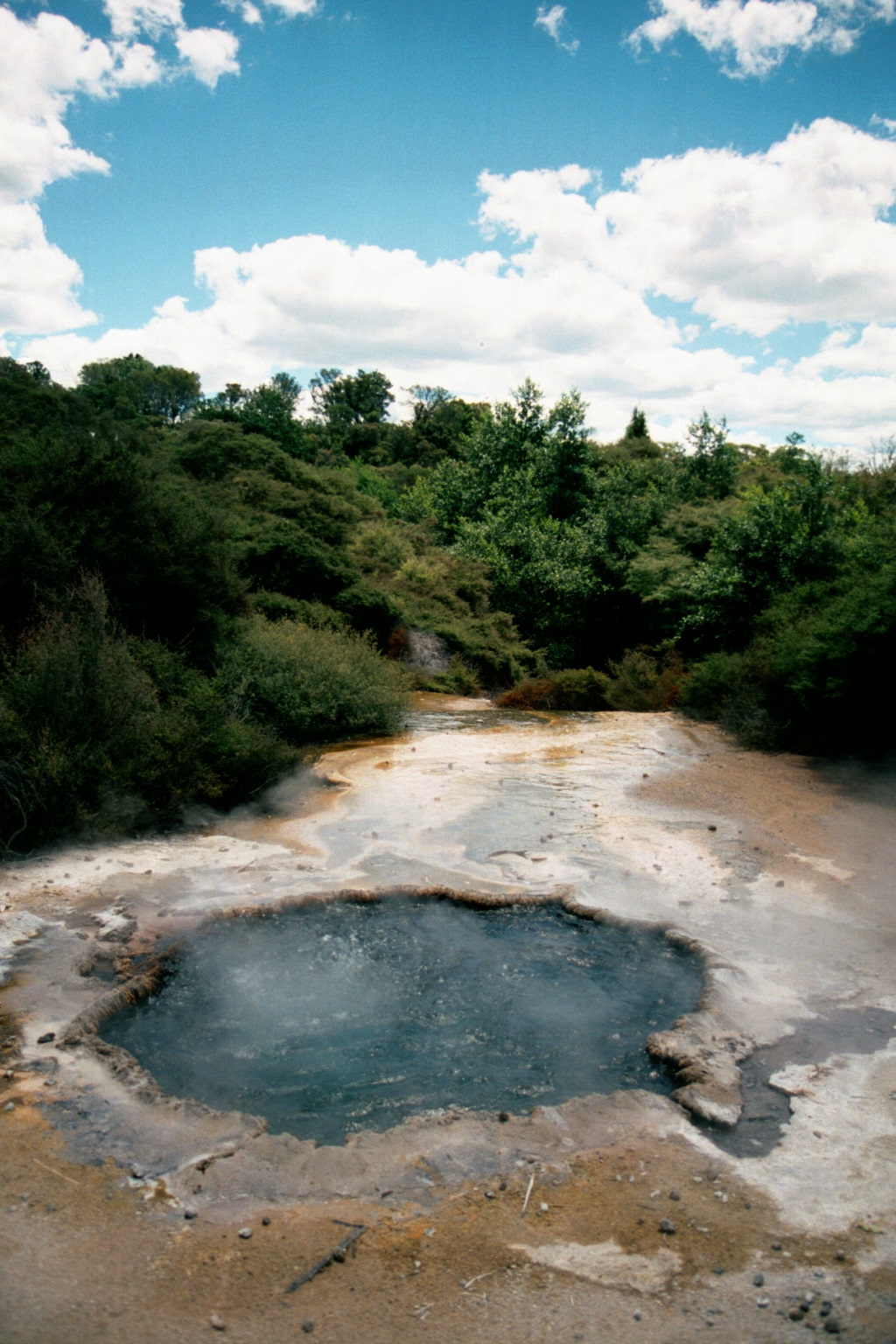
나라라투아타라 온천(쿠킹 풀)
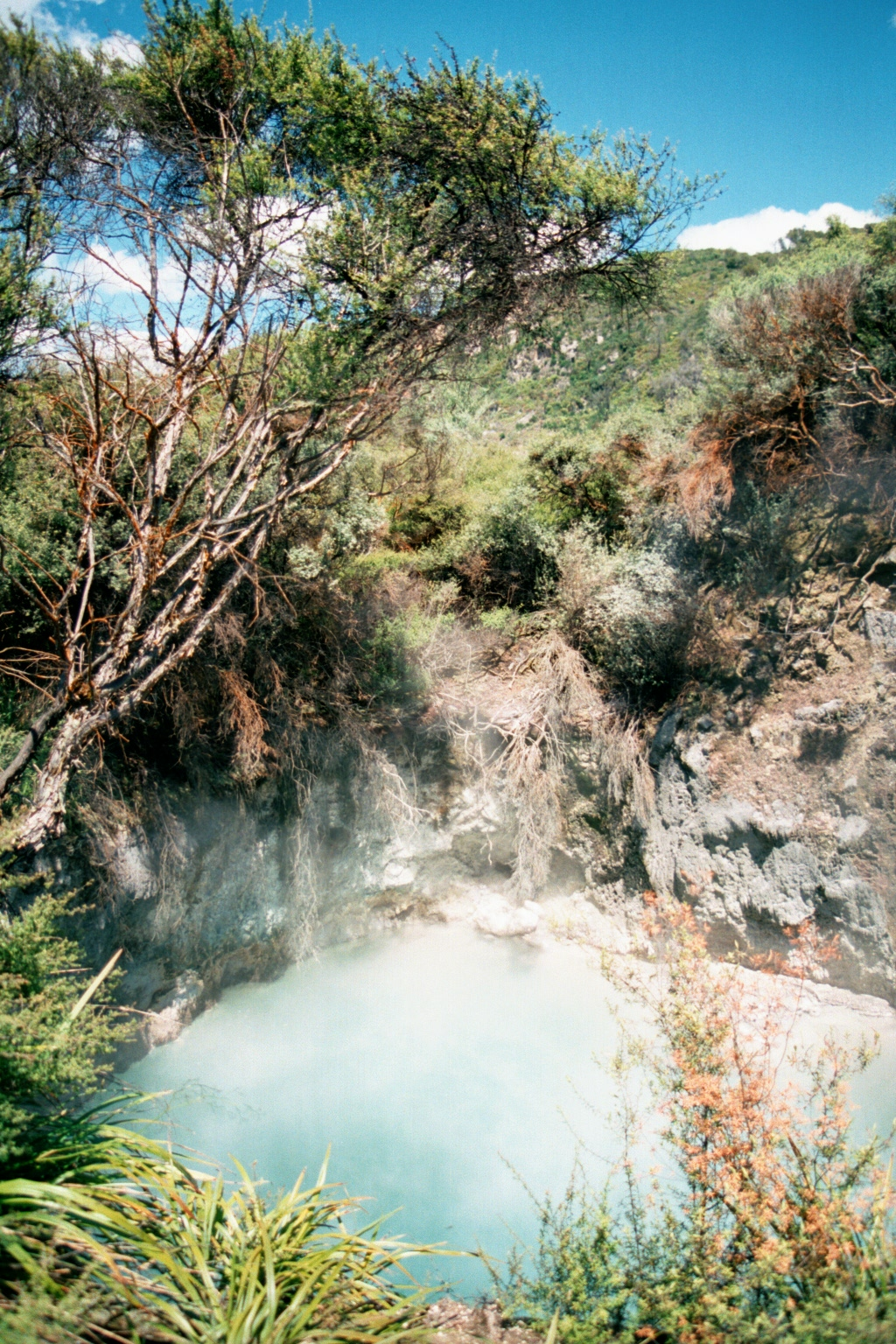
분기공.
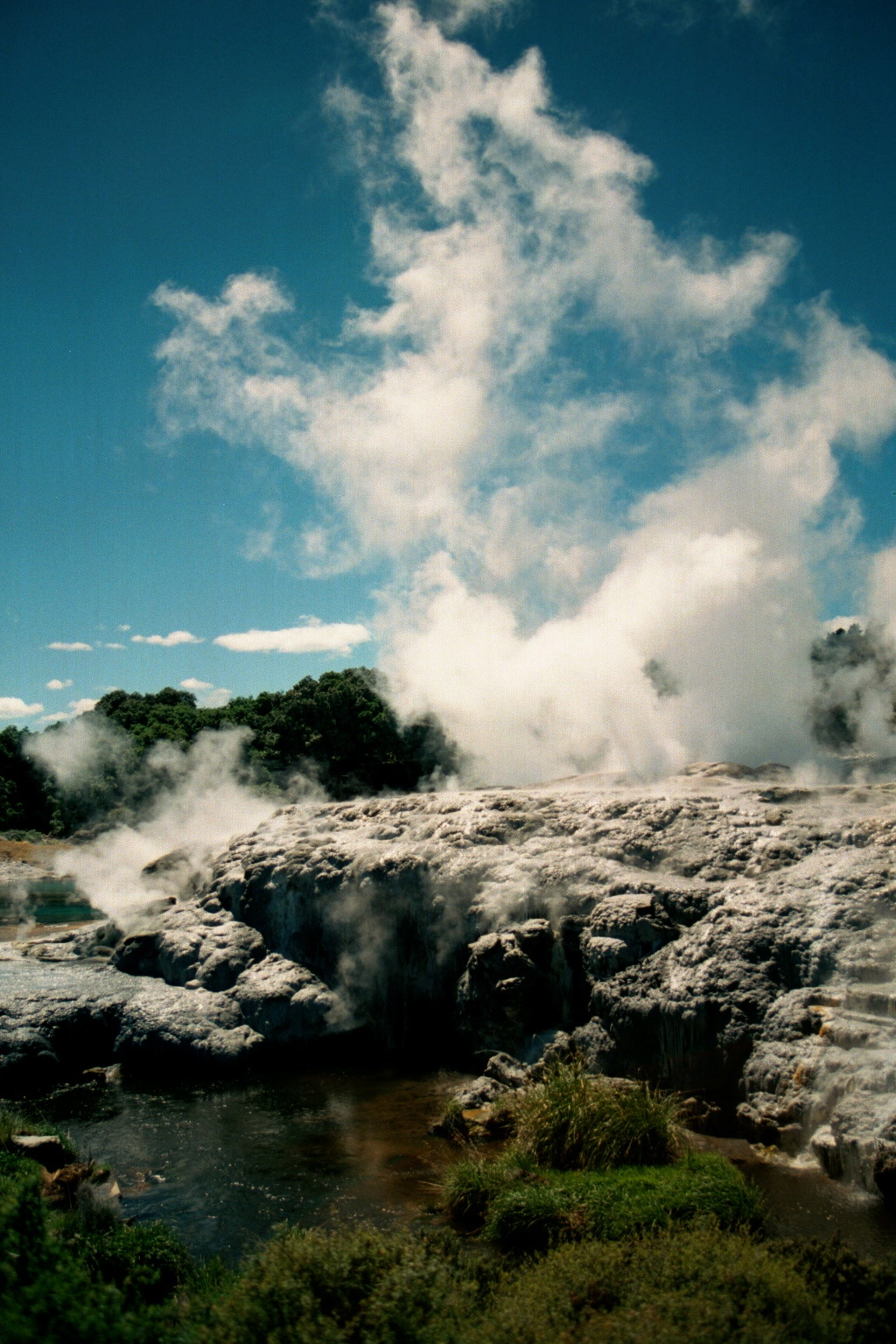
푸아렝가 천
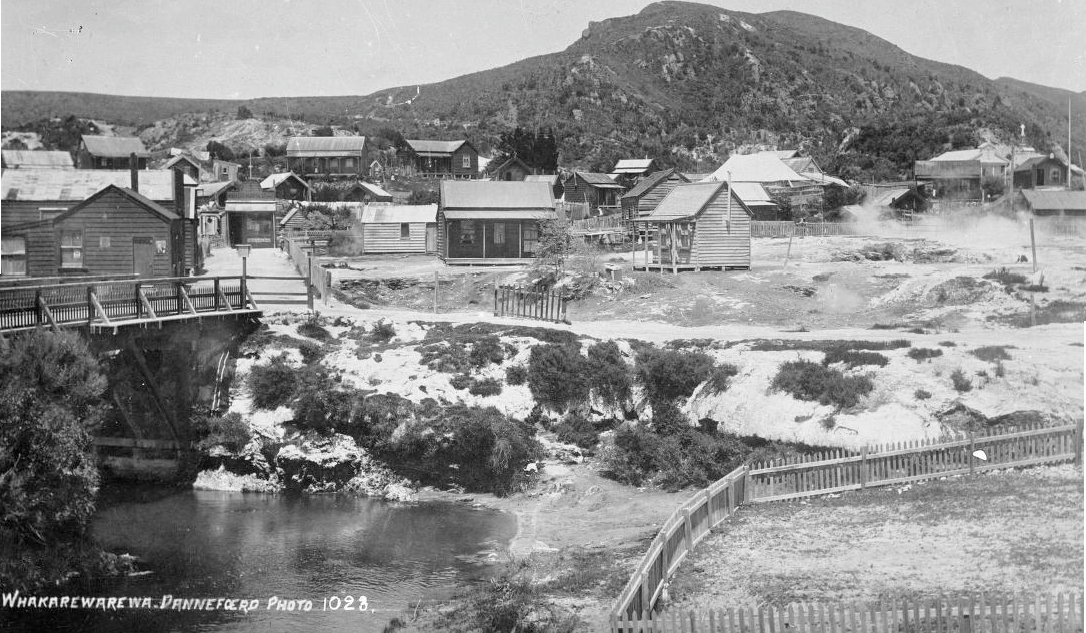
과거 타운의 모습